# Tassadia
Tassadia es un género de fanerógamas de la familia Apocynaceae. Contiene muchas especies. Es originario de Centroamérica.

## Descripción
Son enredaderas sufrútices con distintas ramas largas y cortas, con látex de color blanco. Las hojas son dísticas o decusadas, pecioladas a subsésiles;  herbáceas, coriáceas o de papel, de 2-9.5 cm de largo, 1-3.5 cm de ancho, oblongas u ovadas, basalmente truncadas, obtusas o redondeadas, el ápice agudo, acuminado o mucronado, adaxial glabra (T . guianensis Decne.) o aisladamente o escasamente pubescentes o tomentosas, glabras abaxialmente (T. ovalifolia), o baja o densamente pubescentes o tomentosas, con 2-3 coléteres en la base de las hojas.
Las inflorescencias son terminales, axilares o extra-axilares, ocasionalmente dos por nodo, con  20-50 de flores,  muy condensadas, raquis angular, de manera visible en forma de zigzag; pedicelos casi obsoletos ; con brácteas florales visibles, lanceoladas, con tricomas.

## Taxonomía
El género fue descrito por Joseph Decaisne y publicado en Prodromus Systematis Naturalis Regni Vegetabilis 8: 579. 1844.

## Especies seleccionadas
| - Tassadia angustifolia Malme - Tassadia apocynella Gleason & Moldenke - Tassadia aristata (E.Fourn.) Fontella - Tassadia berteroanum (Sprengel) W.D.Stevens - Tassadia burchelii E.Fourn. - Tassadia capitata W.D.Stevens |